# Колесников, Семён Иванович

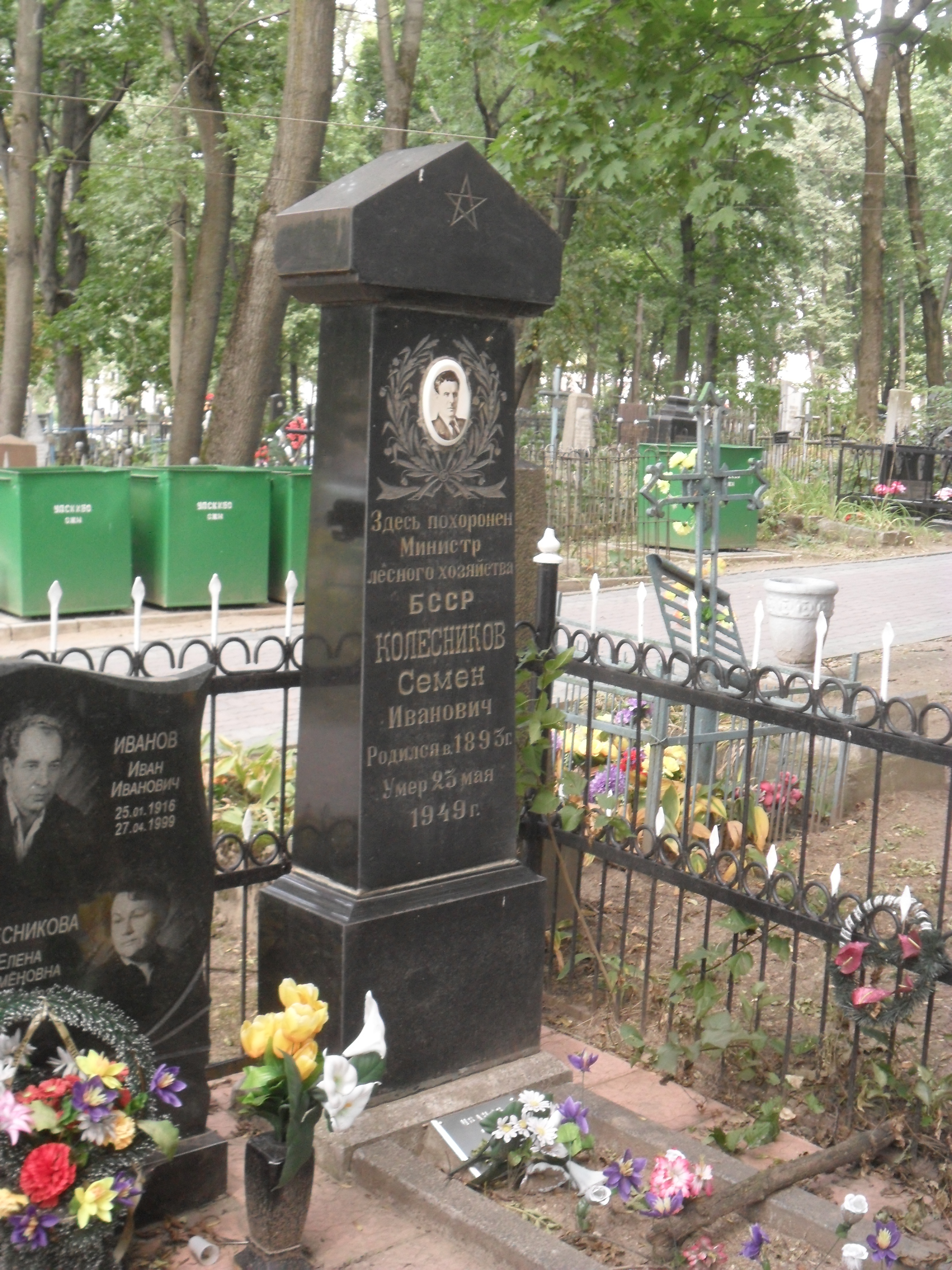
Могила Колесникова на Военном кладбище Минска.

Семён Иванович Колесников (1893—1949) — белорусский советский государственный деятель.

## Биография
Семён Колесников родился в 1893 году. В 1929 году он окончил Горецкую сельскохозяйственную академию, после чего был направлен на работу в лесное хозяйство. Начинал работу лесничим, позднее руководил рядом леспромхозов, трестом «Моглеспром», лесным отделом Могилёвского обкома КП БССР. Участвовал в боях Великой Отечественной войны в качестве заместителя командира дорожно-эксплуатационного полка.
После освобождения Белорусской ССР Колесников был отозван с фронта и направлен на работу Уполномоченным Главлесоохраны при Совете Народных Комиссаров по республике. Активный участник послевоенного восстановления народного хозяйства. После преобразования Главлесоохраны в Министерство лесного хозяйства Белорусской ССР он был назначен первым министром, в этот период его заместителем по кадрам работал Герой Советского Союза Василий Корж. Скоропостижно скончался от инфаркта 25 мая 1949 года, похоронен в присутствии большого количества людей на Военном кладбище Минска.

## Личная жизнь
Есть дочь от первого брака Елена Семеновна Колесникова, заслуженный учитель БССР и Белорусской республики. Дочь от второго брака - Наталья Семеновна Колесникова, микробиолог.